# Graves-Saint-Amant
Graves-Saint-Amant è un comune francese di 336 abitanti situato nel dipartimento della Charente, nella regione della Nuova Aquitania.
È nato nel 1997 dalla fusione dei comuni di Graves e Saint-Amant-de-Graves.

## Società

### Evoluzione demografica
Abitanti censiti